# تعطیلات زمستانی قبل از فصل ۲۰۲۱ فرمول یک
در تعطیلات زمستانی فرمول یک، زمانی گه تیم‌ها برای مسابقات فرمول یک فصل ۲۰۲۱ حاضر می‌شدند، تمدید قرارداد لوییس همیلتون، هفت دوره قهرمان جهان به تعویق افتاد. همچنین نیکیتا مازپین از شرکت در مسابقات با پرچم روسیه منع شد.

## ورودی
| شرکت کنندگان                        | سازنده       | شاسی          | پیشرانه                      | مدیرعامل       | شماره | راننده            | نام مخفف | مسابقات | راننده رزرو     |
| ----------------------------------- | ------------ | ------------- | ---------------------------- | -------------- | ----- | ----------------- | -------- | ------- | --------------- |
| مرسدس آام‌گ پتروناس موتوراسپورت      | مرسدس        | اف ۱ دبلیو ۱۲ | مرسدس-AMG M12 E Performance  | توتو ولف       | ۴۴    | لوییس همیلتون     | HAM      | ۱–۴     | اشتوفل واندون   |
| مرسدس آام‌گ پتروناس موتوراسپورت      | مرسدس        | اف ۱ دبلیو ۱۲ | مرسدس-AMG M12 E Performance  | توتو ولف       | ۷۷    | والتری بوتاس      | BOT      | ۱–۴     | اشتوفل واندون   |
| تیم مسابقه ردبول هوندا              | ردبول        | آربی۱۶بی      | هوندا RA621H                 | کریستین هورنر  | ۳۳    | مکس ورشتپن        | VER      | ۱–۴     | الکساندر البون  |
| تیم مسابقه ردبول هوندا              | ردبول        | آربی۱۶بی      | هوندا RA621H                 | کریستین هورنر  | ۱۱    | سرجیو پرز         | PER      | ۱–۴     | الکساندر البون  |
| تیم فرمول یک مکلارن                 | مک‌لارن       | ام‌سی‌ال۳۵ام    | مرسدس-AMG M12 E Performance  | آندرس سیدل     | ۳     | دنیل ریکاردو      | RIC      | ۱–۴     |                 |
| تیم فرمول یک مکلارن                 | مک‌لارن       | ام‌سی‌ال۳۵ام    | مرسدس-AMG M12 E Performance  | آندرس سیدل     | ۴     | لندو نوریس        | NOR      | ۱–۴     |                 |
| تیم فرمول یک استون مارتین کوگنیزانت | استون مارتین | ای‌ام‌ار۲۱      | مرسدس -AMG M12 E Performance | اوتمار شافناور | ۵     | سباستین فتل       | VET      | ۱–۴     | نیکو هالکنبرگ   |
| تیم فرمول یک استون مارتین کوگنیزانت | استون مارتین | ای‌ام‌ار۲۱      | مرسدس -AMG M12 E Performance | اوتمار شافناور | ۱۸    | لانس استرول       | STR      | ۱–۲     | نیکو هالکنبرگ   |
| تیم فرمول یک الپاین                 | آلپاین       | ای۵۲۱         | رنو E-Tech 20B               | دیویده بریویو  | ۱۴    | فرناندو آلونسو    | ALO      | ۱–۴     | دانیل کویات     |
| تیم فرمول یک الپاین                 | آلپاین       | ای۵۲۱         | رنو E-Tech 20B               | دیویده بریویو  | ۳۱    | استبان اوکون      | OCO      | ۱–۴     | گواینی ژو       |
| اسکودریا فراری میسیژن وینو          | فراری        | اس‌اف ۲۱       | فراری ۰۶۵/۶                  | ماتیا بینوتو   | ۱۶    | چارلز لکرک        | LEC      | ۱–۴     |                 |
| اسکودریا فراری میسیژن وینو          | فراری        | اس‌اف ۲۱       | فراری ۰۶۵/۶                  | ماتیا بینوتو   | ۵۵    | کارلوس ساینز      | SAI      | ۱–۴     |                 |
| اسکودریا آلفاتاوری هوندا            | آلفاتاوری    | ای‌تی۰۲        | هوندا RA621H                 | فرانز تاست     | ۱۰    | پیر گسلی          | GAS      | ۱–۴     | الکساندر آلبون  |
| اسکودریا آلفاتاوری هوندا            | آلفاتاوری    | ای‌تی۰۲        | هوندا RA621H                 | فرانز تاست     | ۲۲    | یوکی سونودا       | TSU      | ۱–۴     | الکساندر آلبون  |
| الفارومئو ریسینگ اورلن              | آلفارومئو    | سی۴۱          | فراری 065/6                  | فردریک واسور   | ۷     | کیمی رایکونن      | RAI      | ۱–۴     | رابرت کوبیکا    |
| الفارومئو ریسینگ اورلن              | آلفارومئو    | سی۴۱          | فراری 065/6                  | فردریک واسور   | ۹۹    | آنتونیو جیووناتزی | GIO      | ۱–۴     | رابرت کوبیکا    |
| تیم فرمول یک اورالکالی هاس          | هاس          | وی‌اف۲۱        | فراری 065/6                  | گونتر استاینر  | ۹     | نیکیتا مازپین     | MAZ      | ۱–۴     | پیترو فیتیپالدی |
| تیم فرمول یک اورالکالی هاس          | هاس          | وی‌اف۲۱        | فراری 065/6                  | گونتر استاینر  | ۴۷    | میک شوماخر        | MSC      | ۱–۴     | پیترو فیتیپالدی |
| ویلیامز ریسینگ                      | ویلیامز      | اف‌دبلیو۴۳     | مرسدس-AMG M12 E Performance  | سایمون رابرتز  | ۶     | نیکلاس لطیفی      | LAT      | ۱–۴     | روی نیسانی      |
| ویلیامز ریسینگ                      | ویلیامز      | اف‌دبلیو۴۳     | مرسدس-AMG M12 E Performance  | سایمون رابرتز  | ۶۳    | جورج راسل         | RUS      | ۱–۴     | روی نیسانی      |

1. ↑  کلیه ورزشکاران روسی یه دلیل دوپینگ گسترده ۲۰۱۴ از شرکت در مسابقات با پرچم خود منع شده‌اند. روسیه هم اجازه پخش سرود ملی خود را در جایزه بزرگ روسیه ندارد.
2. ↑  Disputó los entrenamientos pretemporada en Sakhir.[۳۵]

## تغییرات

### تغییرات تیم‌ها
- تیم فرمول یک رنو بعد از بازگشت از سال ۲۰۱۶ برای افزایش بازار شرکت زیر مجموعه خودش به نام الپاین، نام تیم را به الپاین تغییر داد.[۳۶]
- تیم فرمول یک ریسینگ پوینت بعد از جدایی استون مارتین از ردبول، نامش را به استون مارتین تغییر داد.[۳۷]
- تیم فرمول یک مکلارن، پس از سال ۲۰۱۴، دوباره از موتور مرسدس استفاده خواهد کرد.[۳۸]
- تیم فرمول یک ویلیامز که از سال ۱۹۷۷ توسط فرانک ویلیامز تأسیس شده بود. مدیران این تیم فرانک ویلیامز و در اواخر کلر ویلیامز (دختر فرانک ویلیامز) بودند و از این فصل خانواده ویلیامز مدیریت تیم را بر عهده نخواهد داشت.

### تغیرات رانندگان
- فرناندو الونسو قهرمان دو دوره رقابت‌ها پس از دو سال غیبت با تیم فرمول یک آلپاین دوباره به مسابقات بازگشت.[۳۹][۴۰]
- دنیل ریکاردو پس ۲ سال از تیم رنو جدا شد و به تیم مک‌لارن پیوست.[۴۱][۴۲]
- کارلوس ساینز جانشین سباستین فتل در تیم فراری شد.[۴۳][۴۴]
- سباستین فتل پس از ۶ سال از تیم فراری جدا شد و به تیم استون مارتین پیوست.[۴۵]
- تیم ریسینگ پوینت قرارداد راننده خود، سرجیو پرز را به صورت یک طرفه فسخ کرد و این راننده به تیم ردبول پیوست.[۴۶]
- میک شوماخر فرزند مایکل شوماخر و نیکیتا مازپین از فرمول دو راهی تیم فرمول یک هاس شدند.[۴۷][۴۸][۴۹][۵۰]
- دانیل کویات به خاطر نتایج ضعیف اخراج و به جای ان یوکی سونودا از فرمول دو به تیم فرمول یک آلفاتاوری پیوست.[۲۶]
- کوین مگنوسن و رومن گروژان رانندگان فصل پیش هاس برای این فصل نتوانستند صندلی ای برای خود پیدا کنند.[۵۱][۵۲][۵۳][۵۴]
- الکساندر البون راننده فصل پیش ردبول به خاطر نتایج ضعیف به راننده ذخیره این تیم تبدیل شد و در رقابت‌های DTM شرکت خواهد کرد.[۵۵][۵۶]

## رونمایی و نمای خودروها
برنامه ارائه فصل 2021 به شرح زیر است:
| نام          | شاسی   | تصویر | تاریخ              | محل                   |
| ------------ | ------ | ----- | ------------------ | --------------------- |
| مکلارن       | MCL35M |       | 15 فوریه (26 بهمن) | بریتانیای کبیر ووکینگ |
| الفاتائوری   | AT02   |       | 19 فوریه (30 بهمن) | آنلاین                |
| الفارومئو    | C41    |       | 22 فوریه (3 اسفند) | لهستان ورشو           |
| ردبول        | RB16B  |       | 23 فوریه (4 اسفند) | آنلاین                |
| مرسدس        | W12    |       | 2 مارس (11 اسفند)  | آنلاین                |
| آلپاین       | A521   |       | 2 مارس (11 اسفند)  | آنلاین                |
| استون مارتین | AMR21  |       | 3 مارس (12 اسفند)  | آنلاین                |
| هاس          | VF-21  |       | 4 مارس (13 اسفند)  | آنلاین                |
| ویلیامز      | FW43B  |       | 5 مارس (14 اسفند)  | آنلاین                |
| فراری        | SF21   |       | 10 مارس (19 اسفند) | آنلاین                |

## گاه‌شمار اتفاقات
| اتفاق                                                                 | تاریخ                        | منبع                         |
| --------------------------------------------------------------------- | ---------------------------- | ---------------------------- |
| پایان جایزه بزرگ ابوظبی ۲۰۲۰ و فصل ۲۰۲۰                               | ۱۳ دسامبر ۲۰۲۰               | [ ۶۷ ] [ ۶۸ ]                |
| تغییر تیم سرجیو پرز از ریسینگ پوینت به ردبول                          | ۱۸ دسامبر ۲۰۲۰               | [ ۶۹ ] [ نیازمند منبع بهتر ] |
| منع نیکیتا مازپین از مسابقه‌دادن با پرچم روسیه                         | ۶ فوریه ۲۰۲۱                 | [ ۷۰ ] [ ۷۱ ] [ ۷۲ ]         |
| راه‌اندازی ماشین(به انگلیسی: car lunche) فرمول یک مک‌لارن برای فصل ۲۰۲۱ | ۱۵ فوریه ۲۰۲۱                | [ ۷۳ ] [ ۷۴ ] [ ۷۵ ]         |
| تمدید قرارداد لوییس همیلتون پس از ۲ بار تعویق                         | ۸ فوریه ۲۰۲۱                 | [ ۷۶ ]                       |
| راه‌اندازی ماشین فراری ۲۰۲۱(SF21)                                      | ۱۰ مارس ۲۰۲۱                 | [ ۷۷ ]                       |
| انجام سه تست پیش‌فصل                                                   | ۱۲ مارس ۲۰۲۱ تا ۱۴ مارس ۲۰۲۱ | [ ۷۸ ]                       |

| اتفاق                                   | منبع   |
| --------------------------------------- | ------ |
| پخش شایعه بند ورشتپن در قرارداد همیلتون | [ ۷۹ ] |